# Ármin Pécsi
Ármin Pécsi (* 24. února 2005) je maďarský profesionální fotbalista, který hraje na pozici brankáře za anglický klub Liverpool FC.

## Klubová kariéra
Pécsi začal trénovat s prvním týmem Puskás Akadémia, když mu bylo 16 let, a v tomto věku se objevil v přátelském zápase proti Club Brugge. Během sezóny 2024/25 se stal pravidelným členem základní sestavy a ve všech soutěžích odehrál 36 zápasů, ve kterých udržel 11 čistých kont. S klubem skončil v té sezóně na druhém místě v Nemzeti Bajnokság I. Na konci sezóny byl jedním ze tří brankářů nominovaných na cenu Golden Boy.
Dne 7. června 2025 bylo potvrzeno, že podepsal smlouvu s klubem Liverpool FC v Premier League.

## Reprezentační kariéra
Pécsi se narodil v Rakousku, ale na mládežnické úrovni reprezentoval Maďarsko.